# Hartwig Möller
Hartwig Möller (* 1944 in Abtsbessingen in Thüringen) war von 1999 bis 2009 der Leiter der für den Verfassungsschutz zuständigen Abteilung 6 des Innenministeriums von Nordrhein-Westfalen.

## Leben
Möller studierte Rechtswissenschaft und Volkswirtschaft an den Universitäten Freiburg, München und Göttingen. Er wurde 1969 in Göttingen mit einer Arbeit über „Erbschaftsteuergesetz und ausländisches Erbrecht“ promoviert.
Über mehrere Jahre war Möller in der Verwaltung der Universität Konstanz tätig. Zwischen 1978 und 1980 war er Referent für Ressortkoordination „Gesundheit, Soziales, Umwelt, Ernährung, Landwirtschaft und Forsten“ beim Ministerpräsidenten Nordrhein-Westfalens. 1980 bis 1983 war er Büroleiter des Landtagspräsidenten und übernahm dann die Leitung der Abteilung Verwaltung des Landtages.
1987 wechselte er als Gruppenleiter für rechtliche Angelegenheiten ins Innenministerium. 1991 übernahm er die Leitung der Polizei-Abteilung, die er bis Ende September 1999 innehatte.
Ab 1999 leitete Möller die Abteilung für Verfassungsschutz im nordrhein-westfälischen Innenministerium. Er geriet bundesweit in die Schlagzeilen, als das Bundesverfassungsgericht nach einem jahrelangen Rechtsstreit entschied, dass die Wochenzeitung Junge Freiheit nicht mehr unter der Rubrik Rechtsextremismus im Bericht der Behörde zu führen sei (Junge-Freiheit-Urteil). Möller wurde Ende Juni 2009 als Ministerialdirigent pensioniert.

## Schriften
- Erbschaftsteuergesetz und ausländisches Erbrecht. Göttingen 1970 (zugleich Dissertation, Universität Göttingen, 1969).